# Oudijk
Oudijk (West-Fries: Ouwe Dik) is een buurtschap in de gemeente Drechterland, in de Nederlandse provincie Noord-Holland. Het telt 190 inwoners (2008).
Oudijk is gelegen ten westen van Westwoud en valt formeel ook onder deze plaats. De plaatsnaam Oudijk verwijst naar de oudheid van de dijk. De bewoning is vooral agrarisch. Alleen in de buurt van de nieuwbouw van Westwoud kent het ook meer huizen. Tot halverwege de twintigste eeuw was Oudijk een van de 23 bannen van het ambacht Drechterland.
Jaarlijks wordt er in Oudijk het dorpsfeest Ouwedikker kermis gehouden. Hier draait het erom voor het plezier door diverse wedstrijdonderdelen te komen, met als vast onderdeel een modderbad.

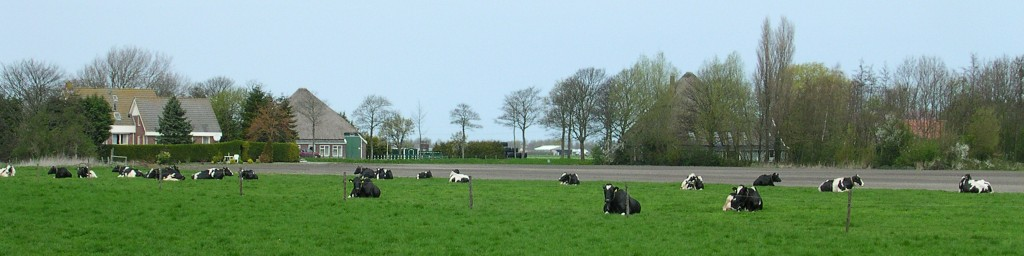
Uitzicht op wei met koeien met in de achtergrond stolpboerderijen.

Dorpen: Hem · Hoogkarspel · Oosterblokker · Oosterleek · Schellinkhout · Venhuizen · Westwoud · Wijdenes

Buurtschappen: Binnenwijzend · Blokdijk · De Bangert (deels) · De Buurt · De Hout · De Weed · Kraaienburg · Leekerweg · Munnickaij (deels) · Oostergouw · Oosterwijzend · Oudijk · Tersluis · Westerbuurt · Westerwijzend · Wijmers · Zittend
Noord-Holland: Steden en dorpen      Nederland: Provincies · Gemeenten